# Gunnlaugr Ormstunga
Gunnlaugr Ormstunga (littéralement « Gunnlaugr langue de serpent »), né vers 983 et mort en 1008 est un scalde islandais, et le héros de la saga éponyme.